# Walter Schwoche
Walter Gustav Hans Heinrich Schwoche (* 22. August 1953 in Hildesheim) ist ein ehemaliger deutscher Leichtathlet, der sich auf das Gehen spezialisiert hatte.

## Sportliche Karriere
Walter Schwoche begann bei Eintracht Hildesheim und wechselte dann zum MTV 48 Hildesheim. Bei den Deutschen Meisterschaften 1981 und 1982 belegte er jeweils den dritten Platz im 50-km-Gehen, 1983 wurde er Zweiter hinter Karl Degener und 1984 gewann er schließlich den Titel.
Schwoche trat von 1980 bis 1988 bei zehn Länderkämpfen im Nationaltrikot an.
In erster Ehe war Walter Schwoche mit Jutta Schwoche (geb. Budig) verheiratet. 1992 heiratete er Ruta Schwoche (geb. Erlingyte). Sowohl Jutta Schwoche als auch Ruta Schwoche traten als Geherinnen international für Deutschland an.